# Детермінація
Детермінація (обмеження, визначення) — виникнення якісної своєрідності між частинами зародка на ранніх стадіях його розвитку.

## Загальні відомості
Однією з задач в області біології розвитку є зрозуміти, як окрема клітина (або ембріон) розвивається у кінцевий різновид клітини (або організм), по суті як визначається доля клітини (відбувається детермінація). Під час розвитку ембріона, існує 4 основні процеси на рівні клітин і тканин, які по суті утворюють кінцевий організм. Цими процесами є проліферація клітин, спеціалізація клітин, клітинна взаємодія і переміщення клітин. Кожна клітина в ембріоні надсилає і отримує сигнали від сусідніх клітин і зберігає пам'ять про власну історію розвитку клітини. Майже всі тварини проходять через аналогічну послідовність подій під час етапу ембріогенезу і мають, принаймні на цій стадії розвитку, три зародкові шари і проходять через етап гаструляції. Не дивлячись на те, що ембріогенез вивчається вже більше ніж століття, лише недавно вчені дізналися (за останні 15 років), що під час всього етапу ембріогенезу бере участь базовий набір одних і тих самих білків і мРНК. Тому навіть інші живі системи для моделювання такі як мухи (Drosophila melanogaster), миші (Muridae), і п'явки (Helobdella), можуть використовуватися для дослідження процесів ембріогенезу і біології розвитку, і ці знання є релевантними до інших тварин, а також людей.

## «Доля клітини»
Розробка нових молекулярних інструментів, таких як зелений флюоресцентний білок і його похідні, і значний розвиток технологій візуалізації, таких як флуоресцентна мікроскопія, зробили можливим відслідковування нащадків конкретної клітини кожної клітинної лінії черв'яка Caenorhabditis elegans. Ці технології відслідковування нащадків клітини використовуються при вивченні того, як клітини проходять диференціацію і перетворюються в свій остаточний вигляд. Просте спостереження за диференціацією клітини в період ембріогенезу не дозволяє зрозуміти, які механізми керують спеціалізацією клітини. Тому, для розуміння того, які механізми існують при детермінації клітин, застосовуються додаткові техніки молекулярної маніпуляції, включно з вимкненням генів і блокуванням синтезу білків, разом із технологіями візуалізації живих клітин.
Разом із генетичними маніпуляціями і відслідковуванням родослівної часто використовуються експерименти з трансплантації. Експерименти з трансплантації є єдиним способом дізнатися, на якій стадії розвитку перебуває клітина на своєму шляху диференціації.